# Karelsk björnhund
Karelsk björnhund är en hundras från östra Finland, som tillhör de nordiska jaktspetsarna. Ytterst tros den härstamma från komernas lajkor som skall ha spridits västerut över Karelen. Den står nära den rysk-europeiska lajkan.

## Historia
Namnet började uppträda under den nationalromantiska epoken 1897-1905. Det var en hund för de högre stånden som kunde ägna sig åt troféjakt. Från början kunde björnhundarna ha olika färg och teckning. När den riktade aveln inleddes under 1930-talet valdes de svart-vita ut. Första gången rasen visades på hundutställning var i Helsingfors 1936. Men andra världskriget gick hårt åt ambitionerna. I den röra av migrationsströmmar och tvångsförflyttningar som uppträdde efter finska vinterkriget lyckades man samla in ett 60-tal individer, varav ett 40-tal senare användes i aveln. Rasstandard skrevs 1943 och rasklubb bildades. 1946 erkändes rasen av Finska Kennelklubben.

## Egenskaper
Hunden användes ursprungligen, som namnet antyder, till jakt på björn, företrädesvis ledhundsjakt. Rasen används numera mer som ställande hund för jakt på älg och vildsvin än på björn, även om jakten på björn ökar allt eftersom björnarna blir allt vanligare i Sverige och Finland. Hunden skall vara osedvanligt modig för att klara av jakten på högvilt. Den var tidigare aggressiv också mot andra hundar och misstänksam mot främlingar vilket numera med en riktad avel har minskat betydligt. Den s.k. rovviltsskärpan finns dock kvar. Vidare har denna hund en mycket god kondition, är över manken 54–60 cm (hanar) resp 49–55 cm (tikar). Dess utpräglade jaktlust är ett hinder för att den skall bli allmänt populär som annat än som jakthund. För att kunna bli utställningschampion måste den karelska björnhunden ha meriter från jaktprov för älghund.

## Utseende
Karelsk björnhund är en medelstor, robust och kraftigt byggd hund. Den är lätt rektangulär med god resning. Muskulaturen är stark och hård. Bröstkorgen skall vara djup och rymlig; ryggen muskulös. Halsen har stolt resning och huvudet har formen av en trubbig kil. Svansen bärs ringlad över ryggen; det förekommer också medfödd stubbsvans. Karelsk björnhund har dubbelpäls med rakt, grov täckhår och tät underpäls. Färgen är svart och vit.